# Fiodor Jemieljanienko
Fiodor Władimirowicz Jemieljanienko (ros. Фёдор Владимирович Емельяненко, ur. 28 września 1976 w Rubiżne) – rosyjski judoka, sambista i zawodnik MMA. Był mistrzem wagi ciężkiej organizacji RINGS, PRIDE FC i WAMMA oraz wielokrotnym mistrzem świata w sambo bojowym. Nieprzerwanie przez 7 lat (2003–2010) był klasyfikowany przez fachowe portale na 1. miejscu wśród zawodników MMA wagi ciężkiej na świecie. Prezes Rosyjskiego Związku MMA i działacz Komisji ds. Kultury Fizycznej i Sportu przy Ministerstwie Sportu Federacji Rosyjskiej.

## Życie prywatne
Fiodor Jemieljanienko był drugim dzieckiem Olgi Fiodorowny i Władimira Aleksandrowicza Jemieljanienki. Ma troje rodzeństwa: braci Aleksandra (również zawodnik sambo i MMA) i Iwana oraz siostrę Marinę. Kiedy miał 2 lata, jego rodzina przeniosła się z Ukrainy do Rosji. Fiodor rozpoczął naukę sambo i judo pod okiem trenera Wasilija Iwanowicza Gawriłowa. W 1991 roku skończył szkołę podstawową i podjął 3-letnią naukę w szkole przysposobienia zawodowego, którą ukończył z wyróżnieniem ze specjalizacją "elektryk". W latach 1995–1997 służył w armii rosyjskiej w jednostce przeciwpożarowej. W 2009 roku został absolwentem Państwowego Uniwersytetu Biełgorodzkiego na kierunku "kultura fizyczna i sport", a rok później rozpoczął tam studia doktoranckie.
W 1999 roku ożenił się z Oksaną. W tym samym roku urodziła się im córka Marija. W 2006 roku jego związek z Oksaną rozpadł się. Rok później jego nowa partnerka życiowa – Marina, urodziła córkę Wasilisę. W 2009 roku para zawarła małżeństwo. W 2011 roku narodziła się ich druga córka − Jelizawieta. W połowie 2013 roku Jemieljanienko rozwiódł się z Mariną i w 2014 roku ponownie zawarł związek małżeński ze swoją pierwszą żoną Oksaną.

## Sambo i judo
W 1997 roku Jemieljanienko zdobył czarny pas w judo i osiągnął stopień mistrzowski w sambo. W tym samym roku został mistrzem Rosji w judo w kategorii do 100 kg oraz mistrzem Rosji i Europy w sambo bojowym. W 1998 roku zdobył międzynarodowe uprawnienia mistrzowskie w sambo oraz został mistrzem Armii Rosyjskiej na turnieju w Moskwie, wywalczył też dwa brązowe medale na mistrzostwach Rosji − jeden w sambo bojowym, drugi w judo. W 1999 roku zdobył kilka kolejnych medali na turniejach w całej Rosji. Podczas mistrzostw Europy w Stambule był członkiem drużyny narodowej w sambo. Rosjanie zajęli 1. miejsce.
W kolejnych latach Jemieljanienko był niepokonany, czterokrotnie zostając mistrzem świata w sambo bojowym (dwukrotnie w klasie open oraz dwukrotnie w wadze ciężkiej). 16 listopada 2008 roku doznał sensacyjnej porażki (pierwszej od 8 lat) w półfinale Mistrzostw Świata w Sambo Bojowym w Petersburgu. Przegrał na punkty (5:8) z 23-letnim Bułgarem Błagojem Iwanowem.
W lutym 2009 roku został mistrzem Rosji w sambo bojowym w kategorii +100 kg. Wygrał wszystkie trzy turniejowe walki – żadna nie trwała dłużej niż pół minuty (odpowiednio 14, 26 i finał 20 sekund). W lutym 2012 roku po raz siódmy w karierze został mistrzem Rosji w najcięższej kategorii. Tym razem w finale zmierzył się ze swoim bratem Aleksandrem (czterokrotnym mistrzem), który nie podjął jednak walki i poddał się 6 sekund po rozpoczęciu pojedynku.

## Kariera MMA

### RINGS
W profesjonalnym MMA zadebiutował w maju 2000 roku w japońskiej organizacji RINGS. Na gali Russia vs. Bulgaria wygrał z Martinem Łazarowem. Walcząc w RINGS odniósł 9 zwycięstw, pokonując min. Ricardo Aronę czy Renato Sobrala. W 2001 roku został mistrzem RINGS w wadze ciężkiej, a w 2002 roku po zwycięstwie nad Chrisem Hasemanem zdobył mistrzostwo w klasie absolutnej (bez podziału na kategorie wagowe). Wcześniej, w 2000 roku poniósł pierwszą porażkę w swojej karierze w walce z Tsuyoshim Kōsaką. Pojedynek ten do dziś budzi kontrowersje. Już w pierwszych sekundach walki Kōsaka rozciął uderzeniem łokciem łuk brwiowy Jemieljanienki. Sekundanci Rosjanina nie byli w stanie doraźnie zasklepić rany, więc walkę przerwano i ogłoszono zwycięstwo Japończyka przez techniczny nokaut. Zgodnie z ówczesnym regulaminem organizacji uderzenia łokciem w głowę były zabronione, więc starcie powinno zostać przerwane i uznane za nierozstrzygnięte. Jednak z racji tego, że była to walka turniejowa i musiała wyłonić zwycięzcę, organizatorzy zdecydowali się ogłosić porażkę Jemieljanienki i awans Kōsaki do następnej rundy.

### PRIDE FC

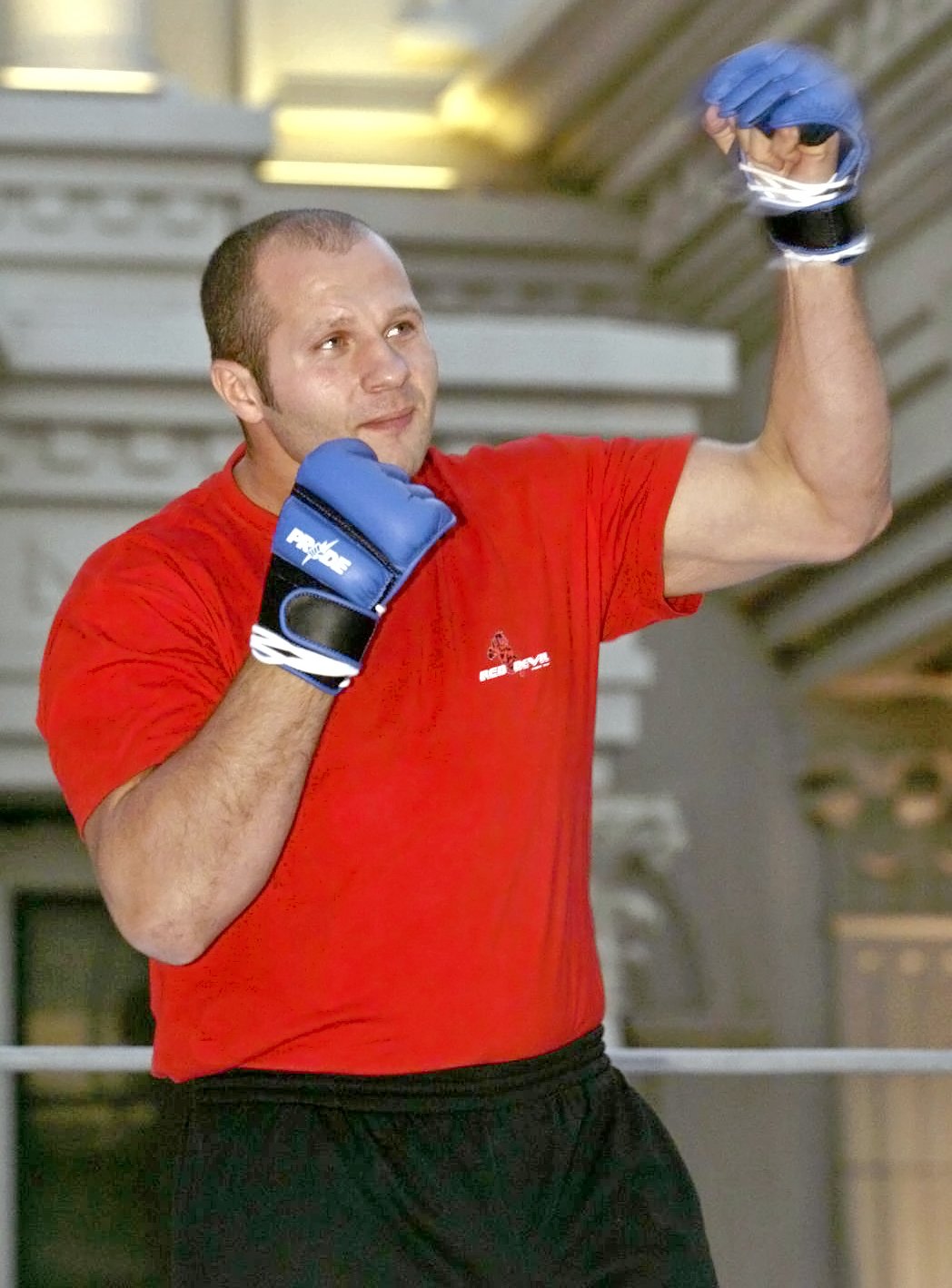
Fiodor Jemieljanienko podczas treningu (2006)

W 2002 roku Jemieljanienko przeniósł się do PRIDE FC i w pierwszej walce pokonał przez decyzję Holendra Semmy’ego Schilta. Po zwycięstwie z Heathem Herringiem zmierzył się z mistrzem wagi ciężkiej Antônio Rodrigo "Minotauro" Nogueirą. Starcie to odbyło się w marcu 2003 roku na gali Pride 25 i uznawane jest za jedną z najlepszych walk Jemieljanienki. Przez większą część walki dominował w stójce oraz przejawiał inicjatywę w parterze, zasypując Brazylijczyka ciosami pięściami. Wygrał przez jednogłośną decyzję i zdobył mistrzowski pas, który dzierżył do końca istnienia PRIDE FC.
Trzy miesiące później stanął do walki z japońskim zapaśnikiem Kazuyukim Fujitą i omal nie został znokautowany po otrzymaniu celnego ciosu sierpowego. Jednak wyszedł z opresji i wygrał walkę przez duszenie zza pleców. Jednym z następnych rywali miał być główny pretendent do mistrzostwa, była gwiazda K-1, Mirko Filipović. Do pojedynku jednak nie doszło, gdyż Jemieljanienko złamał palec we wcześniejszej walce z Garym Goodridge’em.
W 2004 roku wystartował w turnieju Pride Grand Prix, pokonując kolejno: byłego mistrza UFC i zwycięzcę Pride Grand Prix 2000 Marka Colemana, byłego mistrza UFC Kevina Randlemana oraz wielokrotnego mistrza świata judo, Japończyka Naoyę Ogawę. Każdą z tych trzech walk wygrał przez poddanie. W finale turnieju ponownie spotkał się z Nogueirą, ale po przypadkowym zderzeniu głowami, w wyniku którego Rosjanin doznał głębokiego rozcięcia na czole, walkę przerwano i uznano za nierozstrzygniętą. Pojedynek powtórzono w grudniu 2004 roku na gali Shockwave − ponownie wygrał Jemieljanienko przez jednogłośną decyzję sędziów.
W kwietniu 2005 roku Jemieljanienko zrewanżował się Kōsace, kiedy to na gali Pride Bushido 6 pokonał go przez techniczny nokaut. W sierpniu tego samego roku, na gali Final Conflict doszło do długo oczekiwanej walki z Mirko Filipoviciem. Rosjanin, w obawie przed znakomitymi umiejętnościami kick-bokserskimi Chorwata, trenował przez kilka tygodni boks tajski pod okiem Ernesto Hoosta, czterokrotnego mistrza K-1. Dzięki temu zaprezentował cały arsenał kopnięć i uderzeń, kontrolując walkę w stójce. Zdecydowaną przewagę osiągnął w parterze, gdzie zmusił Chorwata do ciągłej obrony, mimo że, jak stwierdził po walce sam Jemieljanienko, kontuzja ręki uniemożliwiła mu w pełni wykorzystać umiejętności chwytacza.
Bardzo udany rok 2005 Jemieljanienko zakończył na gali Shockwave, szybko nokautując Brazylijczyka Zuluzinho.

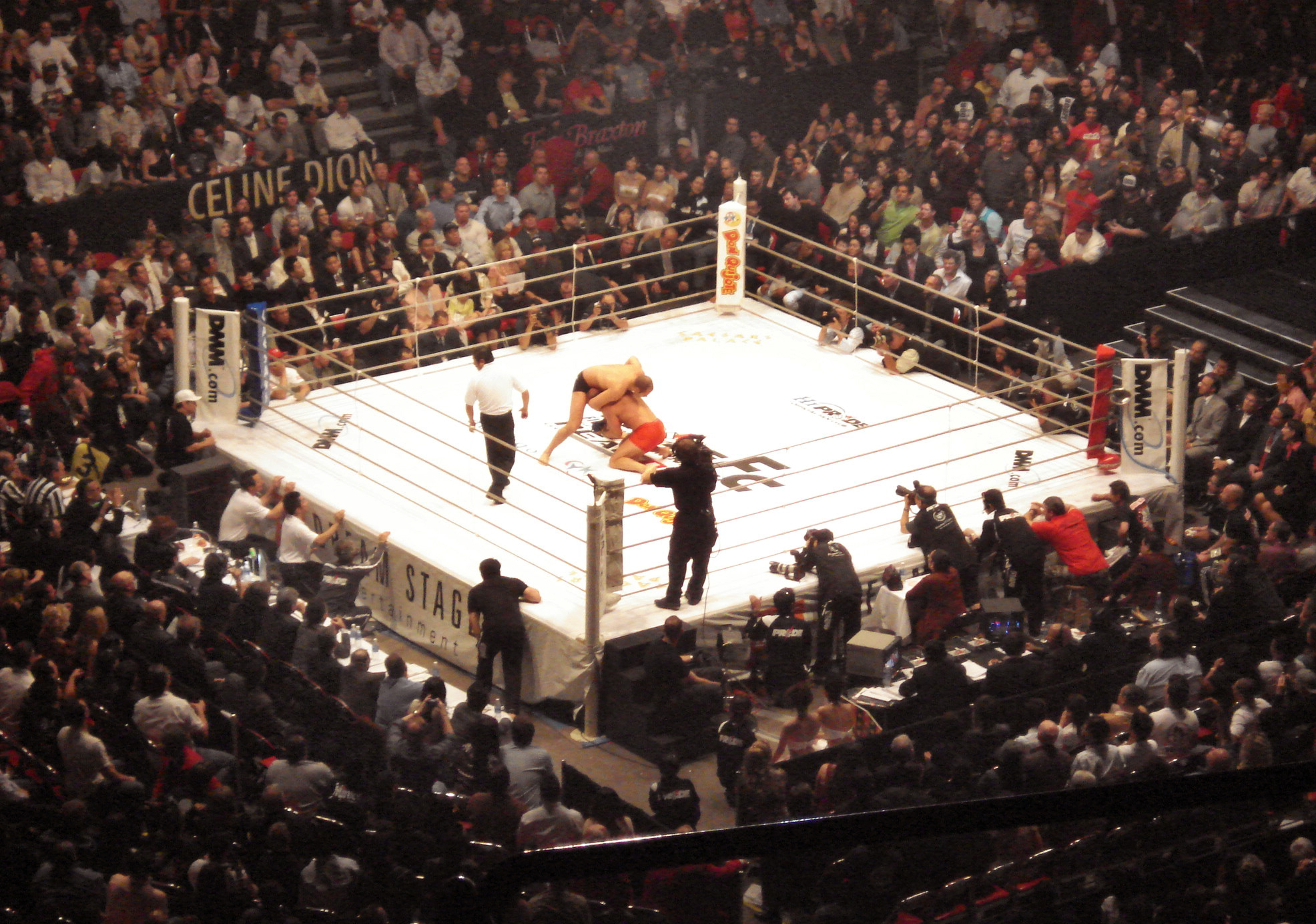
Jemieljanienko w drugiej walce z Colemanem (PRIDE 32)

W 2006 roku poddał się skomplikowanej operacji ręki, która wykluczyła go z turnieju Open Weight Grand Prix. Powrócił na ring w październiku 2006 roku na pierwszej gali Pride w USA, gdzie ponownie przez poddanie pokonał Marka Colemana. Gdy Filipović wygrał turniej Open Weight Grand Prix, spekulowano nad możliwą walką rewanżową pomiędzy nim a Jemieljanienką. Jednak starcie nie doszło do skutku, gdyż Chorwat wkrótce odszedł do UFC.
Jemieljanienko bronił więc tytułu w walce przeciwko byłemu mistrzowi K-1 Markowi Huntowi. Hunt to typowy pięściarz, posiadający małe doświadczenie w walce w parterze, mimo to założył Jemieljanience dźwignię na ramię, ale nie był w stanie zmusić go do poddania. Kilka minut później Rosjanin sam założył mu dźwignię, wygrywając walkę.
Kolejny pojedynek Jemieljanienko stoczył w Petersburgu w kwietniu 2007 roku na gali BodogFIGHT (dzięki klauzuli w kontrakcie z PRIDE, zezwalającej na starty dla innych promotorów), pokonując srebrnego medalistę olimpijskiego z 2000 roku w zapasach klasycznych Matta Lindlanda. Pojedynek ten obserwowali prezydenci Władimir Putin oraz Jacques Chirac.

### M-1 Global
W 2007 roku PRIDE FC zostało sprzedane UFC. Rosjanin stał się wolnym agentem i przystąpił do negocjacji z władzami tej organizacji. Spekulowano o możliwej walce z najbardziej utytułowanym zawodnikiem UFC w historii Randym Couture’em. Jemieljanienko uznał jednak, że proponowane mu warunki (m.in. zakaz udziału w turniejach sambo) są nie do przyjęcia. Ostatecznie związał się więc z organizacją M-1 Global, podpisując w październiku 2-letni kontrakt na 6 walk (z klauzulą zezwalającą mu na walki dla innych promotorów). W 2008 roku został również jej współwłaścicielem. Pod szyldem M-1 Global, na gali Yarennoka! w grudniu 2007 roku, stoczył walkę z koreańską gwiazdą K-1 Choi Hong-manem. Wygrał ją przez poddanie.

### Affliction
W 2008 roku M-1 Global podjęło współpracę z nowo powstałą amerykańską organizacją Affliction Entertainment. 19 lipca 2008 roku podczas gali Affliction: Banned Jemieljanienko zmierzył się w walce o tytuł mistrza świata WAMMA w kategorii ciężkiej z byłym dwukrotnym mistrzem UFC Timem Sylvią. Pokonał go przez duszenie zza pleców w 36 sekundzie walki. 24 stycznia 2009 roku (gala Affliction: Day of Reckoning) obronił tytuł przeciwko innemu byłemu mistrzowi UFC Białorusinowi Andrejowi Arłouskiemu, nokautując go w pierwszej rundzie.
Trzecia walka w obronie pasa mistrzowskiego była planowana 1 sierpnia podczas gali Affliction: Trilogy. Jednak przeprowadzona wcześniej kontrola antydopingowa wykryła w próbce moczu rywala Rosjanina, Josha Barnetta, ślady sterydu anabolicznego − drostanolonu. Sankcjonująca walkę California State Athletic Commission odmówiła w rezultacie wydania licencji Amerykaninowi, a całą galę organizatorzy postanowili odwołać. 24 lipca Affliction ogłosiło wycofanie się z dalszej działalności promotorskiej.

### Strikeforce

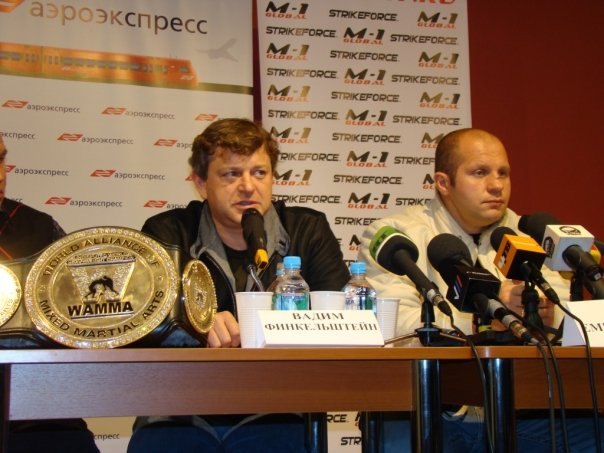
Jemieljanienko ze swoim menadżerem Wadimem Finkelsztejnem na konferencji prasowej po walce z Rogersem

Na początku sierpnia, po kolejnych nieudanych negocjacjach z UFC, Jemieljanienko podpisał kontrakt na trzy walki z amerykańską organizacją Strikeforce, która równocześnie nawiązała ścisłą współpracę z jego grupą promotorską M-1 Global. Pierwsza współorganizowana przez obie organizacje gala, na której wystąpił Rosjanin, odbyła się 7 listopada 2009 roku w Hoffman Estates (przedmieścia Chicago). W walce wieczoru Jemieljanienko zwyciężył niepokonanego dotychczas Bretta Rogersa przez techniczny nokaut w drugiej rundzie.
Druga gala Strikeforce i M-1 odbyła się 26 czerwca 2010 roku w San Jose. Podczas niej Jemieljanienko sensacyjnie przegrał w pierwszej rundzie z Fabricio Werdumem. Na początku walki Rosjanin zdołał sprowadzić Brazylijczyka do parteru. Jednak wkrótce po tym Werdum wykonał duszenie trójkątne, jednocześnie zakładając dźwignię na ramię. Jemieljanienko poddał walkę w 1 minucie i 9 sekundzie pojedynku, doznając pierwszej porażki od ponad 9 lat.
W styczniu 2011 roku podpisał ze Strikeforce nowy kontrakt na cztery kolejne walki. W lutym wystartował w 8-osobowym turnieju skupiającym najlepszych zawodników Strikeforce w wadze ciężkiej. W jednym z ćwierćfinałów zmierzył się z Brazylijczykiem Antônio Silvą. Pierwsza runda była wyrównana i toczyła się głównie w stójce. Druga stała pod znakiem dominacji cięższego od swego rywala w chwili walki o 25 kg Silvy (16 kg w dniu oficjalnego ważenia), który najpierw obalił Rosjanina, a następnie kontrolował pojedynek w parterze, próbując zakończyć go kolejno: ciosami pięściami z dosiadu, duszeniem trójkątnym rękami, duszeniem zza pleców oraz dźwignią na staw kolanowy. Jemieljanienko zdołał odeprzeć te ataki, jednak na skutek otrzymanych cisów jego prawe oko było na tyle spuchnięte, że lekarz ringowy nakazał przerwać walkę w przerwie między drugą a trzecią rundą. Tym samym Rosjanin doznał drugiej z rzędu porażki przed czasem. W wywiadzie po walce zasygnalizował możliwość zakończenia kariery, mówiąc że "być może jest to czas, by odejść. Tak, być może to był ostatni raz, może to najwyższy czas. Dziękuję za wszystko. Miałem wspaniałą, piękną, długą sportową karierę". Kilka dni później w wypowiedzi dla rosyjskich dziennikarzy zaznaczył jednak, że wciąż nie wyklucza dalszych startów.
W marcu władze Strikeforce ujawniły, że Jemieljanienko powróci do rywalizacji w lipcu 2011 roku. Jego rywalem ogłoszono mistrza wagi półciężkiej, Dana Hendersona. Pojedynek, który zakontraktowano w wadze ciężkiej, odbył się 30 lipca w Hoffman Estates. Odmiennie niż w swoich poprzednich walkach, Rosjanin miał znaczącą przewagę wagi nad rywalem − w przeddzień starcia ważył 101 kg, a Amerykanin niecałe 94 kg. Mimo to Henderson w wyniku początkowej wymiany ciosów w stójce przyparł Jemieljanienkę do siatki, wykorzystując klincz. Po jego rozerwaniu Rosjanin zdołał trafić zawodnika gospodarzy prawym sierpowym, doprowadzając do jego nokdaunu, i próbował zakończyć bój ciosami z góry w parterze. Henderson szybko odwrócił jednak losy walki − zrzucił z siebie Jemieljanienkę, wyszedł za jego plecy i trafił go prawym podbródkowym. Chwilowo zamroczony Rosjanin upadł twarzą na ring. Widząc to sędzia zdecydował się przerwać pojedynek.
4 sierpnia spółka Zuffa Ltd., właściciel Strikeforce, rozwiązała kontrakt z Jemieljanienką. Kilka dni później menadżer zawodnika zapowiedział, że mimo trzech porażek z rzędu, Rosjanin nie zamierza kończyć kariery.

### Po Strikeforce
20 listopada 2011 roku Jemieljanienko po raz pierwszy od ponad 4 lat wystąpił w ojczyźnie, gdy podczas gali M-1 Global w hali "Olimpijskij" w Moskwie pokonał przez jednogłośną decyzję Jeffa Monsona. Rosjanin walczył ostrożnie, utrzymując walkę w stójce, w której to płaszczyźnie wyraźnie dominował nad rywalem (Amerykanin kilkukrotnie leżał po celnych ciosach pięściami na deskach, ponadto wskutek niskich kopnięć Jemieljanienki doznał złamania nogi). Na widowni zasiadło 22 153 ludzi (w tym Władimir Putin), dzięki czemu został pobity europejski rekord frekwencji na zawodach MMA.
Po ponad 4 latach stoczył kolejną walkę w Japonii. Na współorganizowanej przez DREAM, M-1 Global i Antonio Inokiego sylwestrowej gali Fight For Japan: Genki Desu Ka Omisoka 2011 znokautował w pierwszej rundzie mistrza olimpijskiego w judo z 2008 roku, Satoshiego Ishiiego.
21 czerwca 2012 roku Jemieljanienko stoczył pojedynek przeciwko Pedro Rizzo. Odbył się on w petersburskim Pałacu Lodowym. Rosjanin znokautował Brazylijczyka w półtorej minuty ciosami pięściami. Wkrótce potem 35-letni Jemieljanienko ogłosił, że była to ostatnia walka w jego 12-letniej karierze MMA.
Po ponad 3-letniej przerwie w zawodowym uprawianiu sportu zapowiedział jednak, iż powróci do startów w MMA. We wrześniu 2015 roku poinformował, iż pierwszą walkę stoczy 31 grudnia 2015 roku w Japonii dla nowo powstałej organizacji, kierowanej przez dawnego szefa PRIDE FC − Noboyukiego Sakakibarę. 8 października podczas konferencji prasowej zorganizowanej przez Sakakibarę oficjalnie potwierdzono występ Rosjanina, wtedy też przedstawiona została nazwa nowej organizacji - Rizin Fighting Federation. W sylwestrową noc 31 grudnia udanie powrócił do startów w MMA pokonując na gali Rizin FF hinduskiego kickboksera, mistrza DEEP Jaideepa Singha przez TKO w 1. rundzie.

## Osiągnięcia

### Mieszane sztuki walki
- 2008–2010: mistrz World Alliance of Mixed Martial Arts (WAMMA) w wadze ciężkiej
- 2004: Pride Grand Prix Heavyweight Tournament – 1. miejsce
- 2003–2007: mistrz Pride FC w wadze ciężkiej
- 2002: Rings Absolute Class Tournament – 1. miejsce
- 2001: Rings Heavyweight Class Tournament – 1. miejsce

### Sambo
- 2012: Mistrzostwa Rosji – 1. miejsce w kat. +100 kg
- 2009: Mistrzostwa Rosji – 1. miejsce w kat. +100 kg
- 2008: Mistrzostwa Świata – 3. miejsce w kat. open
- 2008: Mistrzostwa Rosji – 1. miejsce w kat. +100 kg
- 2007: Mistrzostwa Świata – 1. miejsce w kat. open
- 2007: Mistrzostwa Rosji – 1. miejsce
- 2006: Mistrzostwa Rosji – 1. miejsce
- 2005: Mistrzostwa Świata – 1. miejsce w wadze ciężkiej
- 2005: Mistrzostwa Rosji – 1. miejsce w kat. +100 kg
- 2002: Mistrzostwa Świata – 1. miejsce w kat. open
- 2002: Mistrzostwa Świata – 1. miejsce w wadze ciężkiej
- 2002: Mistrzostwa Rosji – 1. miejsce
- 2000: Mistrzostwa Rosji – 3. miejsce
- 1998: Mistrzostwa Rosyjskich Sił Zbrojnych – 1. miejsce w wadze ciężkiej
- 1998: Mistrzostwa Rosyjskich Sił Zbrojnych – 2. miejsce w kat. open
- 1998: Mistrzostwa Rosji – 3. miejsce
- 1997: Mistrzostwa Europy – 1. miejsce
- 1997: Mistrzostwa Rosji – 1. miejsce

### Judo
- 1998: Mistrzostwa Rosji – 3. miejsce w kat. open
- 1997: Mistrzostwa Rosji – 1. miejsce w kat. +100 kg

## Lista zawodowych walk w MMA
| Wynik     | Bilans   | Przeciwnik (bilans przed walką)        | Rozstrzygnięcie                                           | Runda | Czas  | Rozgrywki                                         | Data       | Miejsce         | Uwagi |
| --------- | -------- | -------------------------------------- | --------------------------------------------------------- | ----- | ----- | ------------------------------------------------- | ---------- | --------------- | --- |
| Przegrana | 40-7 (1) | Ryan Bader (30-7)                      | TKO (ciosy pięściami)                                     | 1     | 2:30  | Bellator 290                                      | 04.02.2023 | Inglewood       | Pojedynek o pas mistrza Bellator MMA w wadze ciężkiej. Main Event. Ostatnia walka w karierze                                                                              |
| Wygrana   | 40-6 (1) | Timothy Johnson (15-7)                 | KO (prawy hak)                                            | 1     | 1:40  | Bellator 269                                      | 23.10.2021 | Moskwa          | Main Event |
| Wygrana   | 39-6 (1) | Quinton Jackson (37-13)                | KO (prawy cross)                                          | 1     | 2:44  | Bellator 237                                      | 29.12.2019 | Saitama         | Main Event |
| Przegrana | 38-6 (1) | Ryan Bader (26-5)                      | TKO (ciosy pięściami)                                     | 1     | 0:35  | Bellator 214                                      | 26.01.2019 | Los Angeles     | Finał Bellator Grand Prix wagi ciężkiej; Pojedynek o pas mistrza Bellator MMA w wadze ciężkiej                                                                            |
| Wygrana   | 38-5(1)  | Chael Sonnen (30-15-1)                 | TKO (ciosy pięściami w parterze)                          | 1     | 4:46  | Bellator 208                                      | 13.10.2018 | Uniondale       | Półfinał Bellator Grand Prix wagi ciężkiej |
| Wygrana   | 37-5 (1) | Frank Mir (18-11)                      | TKO (lewy podbródkowy i ciosy w parterze)                 | 1     | 0:48  | Bellator 196                                      | 28.04.2018 | Chicago         | Ćwierćfinał Bellator Grand Prix wagi ciężkiej |
| Przegrana | 36-5 (1) | Matt Mitrione (11-5)                   | TKO (ciosy pięściami)                                     | 1     | 1:14  | Bellator NYC: Sonnen vs. Silva                    | 24.06.2017 | Nowy Jork       | |
| Wygrana   | 36-4 (1) | Fabio Maldonado (22-9)                 | Decyzja (niejednogłosna)                                  | 3     | 5:00  | Fight Nights Global 50: Emelianenko vs. Maldonado | 17.06.2016 | Petersburg      | Po głosowaniu przez Światowe Stowarzyszenie Mieszanych Sztuk Walki wynik walki nie został zmieniony na remis decyzja ta nie została uznana przez Rosyjską Unię MMA        |
| Wygrana   | 35-4 (1) | Jaideep Singh (2-0)                    | TKO (ciosy pięściami)                                     | 1     | 3:02  | Rizin FF: Iza no Mai                              | 31.12.2015 | Saitama         | |
| Wygrana   | 34-4 (1) | Pedro Rizzo (19-9)                     | KO (ciosy pięściami)                                      | 1     | 1:24  | M-1 Global 2: Fedor vs. Rizzo                     | 21.06.2012 | Petersburg      | |
| Wygrana   | 33-4 (1) | Satoshi Ishii (5-2-1)                  | KO (ciosy pięściami)                                      | 1     | 2:34  | Fight For Japan: Genki Desu Ka Omisoka 2011       | 31.12.2011 | Saitama         | |
| Wygrana   | 32-4 (1) | Jeff Monson (43-12)                    | Decyzja (jednogłośna)                                     | 3     | 5:00  | M-1 Global: Fedor vs Monson                       | 20.11.2011 | Moskwa          | |
| Przegrana | 31-4 (1) | Dan Henderson (27-8)                   | TKO (ciosy pięściami)                                     | 1     | 4:12  | Strikeforce: Fedor vs. Henderson                  | 30.07.2011 | Hoffman Estates | |
| Przegrana | 31-3 (1) | Antônio Silva (15-2)                   | TKO (przerwanie przez lekarza)                            | 2     | 5:00  | Strikeforce: Fedor vs. Silva                      | 12.02.2011 | New Jersey      | Ćwierćfinał Strikeforce World GP HW Tournament |
| Przegrana | 31-2 (1) | Fabricio Werdum (13-4-1)               | Poddanie (duszenie trójkątne i dźwignia na staw łokciowy) | 1     | 1:09  | Strikeforce: Fedor vs. Werdum                     | 26.06.2010 | San Jose        | |
| Wygrana   | 31-1 (1) | Brett Rogers (10-0)                    | KO (ciosy pięściami)                                      | 2     | 1:24  | Strikeforce: Fedor vs. Rogers                     | 07.11.2009 | Hoffman Estates | Obronił mistrzostwo WAMMA |
| Wygrana   | 30-1 (1) | Andrej Arłouski (15-5)                 | KO (prawy sierpowy)                                       | 1     | 3:14  | Affliction: Day of Reckoning                      | 24.01.2009 | Anaheim         | Obronił mistrzostwo WAMMA |
| Wygrana   | 29-1 (1) | Tim Sylvia (24-4)                      | Poddanie (duszenie zza pleców)                            | 1     | 0:36  | Affliction: Banned                                | 19.07.2008 | Anaheim         | Zdobył wakujące mistrzostwo WAMMA w wadze ciężkiej |
| Wygrana   | 28-1 (1) | Choi Hong-man (1-0)                    | Poddanie (dźwignia na staw łokciowy)                      | 1     | 1:54  | Yarennoka!                                        | 31.12.2007 | Saitama         | |
| Wygrana   | 27-1 (1) | Matt Lindland (20-4)                   | Poddanie (dźwignia na staw łokciowy)                      | 1     | 2:58  | BodogFight: Clash Of The Nations                  | 14.04.2007 | Petersburg      | |
| Wygrana   | 26-1 (1) | Mark Hunt (5-2)                        | Poddanie (kimura)                                         | 1     | 8:16  | PRIDE Shockwave 2006                              | 31.12.2006 | Saitama         | Obronił mistrzostwo PRIDE FC |
| Wygrana   | 25-1 (1) | Mark Coleman (15-7)                    | Poddanie (dźwignia na staw łokciowy)                      | 2     | 1:15  | PRIDE 32: The Real Deal                           | 21.10.2006 | Las Vegas       | |
| Wygrana   | 24-1 (1) | Zuluzinho (5-0)                        | Poddanie (ciosy pięściami)                                | 1     | 0:26  | PRIDE Shockwave 2005                              | 31.12.2005 | Saitama         | |
| Wygrana   | 23-1 (1) | Mirko Filipović (16-2-2)               | Decyzja (jednogłośna)                                     | 3     | 5:00  | PRIDE Final Conflict 2005                         | 28.08.2005 | Saitama         | Obronił mistrzostwo PRIDE FC |
| Wygrana   | 22-1 (1) | Tsuyoshi Kōsaka (38-27-2)              | TKO (przerwanie przez lekarza)                            | 1     | 10:00 | PRIDE Bushido 6                                   | 03.04.2005 | Jokohama        | |
| Wygrana   | 21-1 (1) | Antônio Rodrigo Nogueira (24-2-1. 1NC) | Decyzja (jednogłośna)                                     | 3     | 5:00  | PRIDE Shockwave 2004                              | 31.12.2004 | Saitama         | Obronił mistrzostwo PRIDE FC / finał PRIDE 2004 HW GP |
| Nieodbyta | 20-1 (1) | Antônio Rodrigo Nogueira (24-2-1)      | No contest                                                | 1     | 3:52  | PRIDE Final Conflict 2004                         | 15.08.2004 | Saitama         | Walka przerwana z powodu rozcięcia na czole Jemieljanienki powstałego w wyniku przypadkowego zderzenia się głowami. Walka o mistrzostwo PRIDE FC / finał PRIDE 2004 HW GP |
| Wygrana   | 20-1     | Naoya Ogawa (6-0)                      | Poddanie (dźwignia na staw łokciowy)                      | 1     | 0:54  | PRIDE Final Conflict 2004                         | 15.08.2004 | Saitama         | Półfinał PRIDE 2004 HW GP |
| Wygrana   | 19-1     | Kevin Randleman (15-7)                 | Poddanie (kimura)                                         | 1     | 1:33  | PRIDE Critical Countdown 2004                     | 20.06.2004 | Saitama         | Ćwierćfinał PRIDE 2004 HW GP |
| Wygrana   | 18-1     | Mark Coleman (13-5)                    | Poddanie (dźwignia na staw łokciowy)                      | 1     | 2:11  | PRIDE Total Elimination 2004                      | 25.04.2004 | Saitama         | I runda PRIDE 2004 HW GP |
| Wygrana   | 17-1     | Yuji Nagata (0-1)                      | TKO (ciosy pięściami)                                     | 1     | 1:02  | Inoki Bom-Ba-Ye 2003                              | 31.12.2003 | Kobe            | |
| Wygrana   | 16-1     | Gary Goodridge (17-13-1)               | TKO (kopnięcia i ciosy pięściami)                         | 1     | 1:09  | PRIDE Total Elimination 2003                      | 10.08.2003 | Saitama         | |
| Wygrana   | 15-1     | Kazuyuki Fujita (9-3)                  | Poddanie (duszenie zza pleców)                            | 1     | 4:17  | PRIDE 26: Bad to the Bone                         | 08.06.2003 | Tokio           | |
| Wygrana   | 14-1     | Egidijus Valavičius (4-2)              | Poddanie (kimura)                                         | 2     | 1:11  | RINGS Lithuania -Bushido Rings 7: Adrenalinas     | 05.04.2003 | Wilno           | |
| Wygrana   | 13-1     | Antônio Rodrigo Nogueira (19-1-1)      | Decyzja (jednogłośna)                                     | 3     | 5:00  | PRIDE 25: Body Blow                               | 16.03.2003 | Jokohama        | Zdobył mistrzostwo PRIDE FC w wadze ciężkiej |
| Wygrana   | 12-1     | Heath Herring (20-7)                   | TKO (rozcięcie)                                           | 1     | 10:00 | PRIDE 23: Championship Chaos 2                    | 24.11.2002 | Tokio           | |
| Wygrana   | 11-1     | Semmy Schilt (22-10-1)                 | Decyzja (jednogłośna)                                     | 3     | 5:00  | PRIDE 21: Demolition                              | 23.06.2002 | Saitama         | |
| Wygrana   | 10-1     | Chris Haseman (24-23)                  | TKO (ciosy pięściami)                                     | 1     | 2:50  | RINGS – World Title Series Grand Final            | 15.02.2002 | Jokohama        | Zdobył mistrzostwo RINGS w klasie absolutnej |
| Wygrana   | 9-1      | Lee Hasdell (11-13-3)                  | Poddanie (duszenie gilotynowe)                            | 1     | 4:10  | RINGS – World Title Series 5                      | 21.12.2001 | Jokohama        | |
| Wygrana   | 8-1      | Ryushi Yanagisawa (24-21-9)            | Decyzja (jednogłośna)                                     | 3     | 5:00  | RINGS – World Title Series 4                      | 20.10.2001 | Tokio           | |
| Wygrana   | 7-1      | Renato Sobral (19-2)                   | Decyzja (jednogłośna)                                     | 2     | 5:00  | RINGS – 10th Anniversary                          | 11.08.2001 | Tokio           | |
| Wygrana   | 6-1      | Kerry Schall (5-2)                     | Poddanie (dźwignia na staw łokciowy)                      | 1     | 1:47  | RINGS – World Title Series 1                      | 20.04.2001 | Tokio           | |
| Wygrana   | 5-1      | Michaił Apostołow (0-0)                | Poddanie (duszenie zza pleców)                            | 1     | 1:03  | RINGS – Russia vs Bulgaria                        | 06.04.2001 | Jekaterynburg   | |
| Przegrana | 4-1      | Tsuyoshi Kōsaka (33-22-2)              | TKO (rozcięcie łuku brwiowego)                            | 1     | 0:17  | RINGS – King of Kings 2000 Block B                | 22.12.2000 | Osaka           | |
| Wygrana   | 4-0      | Ricardo Arona (2-0)                    | Decyzja (jednogłośna)                                     | 3     | 5:00  | RINGS – King of Kings 2000 Block B                | 22.12.2000 | Osaka           | |
| Wygrana   | 3-0      | Hiroya Takada (0-0)                    | KO (ciosy pięściami)                                      | 1     | 0:12  | RINGS – Battle Genesis Vol. 6                     | 05.09.2000 | Tokio           | |
| Wygrana   | 2-0      | Lewon Lagwilawa (3-3)                  | Poddanie (duszenie)                                       | 1     | 7:24  | RINGS – Russia vs. Georgia                        | 16.08.2000 | Tuła            | |
| Wygrana   | 1-0      | Martin Łazarow (0-0)                   | Poddanie (duszenie gilotynowe)                            | 1     | 2:24  | RINGS – Russia vs. Bulgaria                       | 21.05.2000 | Jekaterynburg   | Debiut w zawodowym MMA |